# Forêt de Saoula
La forêt de Saoula est une forêt située à Saoula dans la région de la Mitidja, dans la wilaya d'Alger. Cette forêt est gérée par la Conservation des forêts d'Alger (CFA) sous la tutelle de la Direction générale des forêts (DGF).

## Localisation
La forêt de Saoula est située à 18 kilomètres à l'est d'Alger, à 70 kilomètres à l'est de Tipaza et à 4 kilomètres de la Mer Méditerranée. Elle est localisée dans la commune de Saoula dans la Mitidja de la basse Kabylie.

## Présentation
La forêt de Saoula est régie par le décret no 84-45 du 18 février 1984, modifié et complété par le décret no 07-09 du 11 janvier 2007. Elle s'étend sur 30 hectares.

## Reboisement
La forêt de Saoula est un site forestier boisé dans le cadre du plan national de reboisement par lequel a été aménagé une superficie d'environ 30 ha pour la mise à niveau d'un espace naturel de détente et de loisir à Alger.

## Faune
La faune est riche en diversité zoologique, ornithologique et entomologique.

### Mammifères

#### Hérisson d'Algérie
On rencontre le hérisson d'Algérie (Atelerix algirus') dans cette forêt algéroise. C'est un hérisson à ventre blanc vivant dans les régions côtières d'Algérie. Il est de couleur pâle et pèse de 700 à 950 g. Ce hérisson est une espèce protégée sur tout le territoire algérien.

#### Lapin de garenne

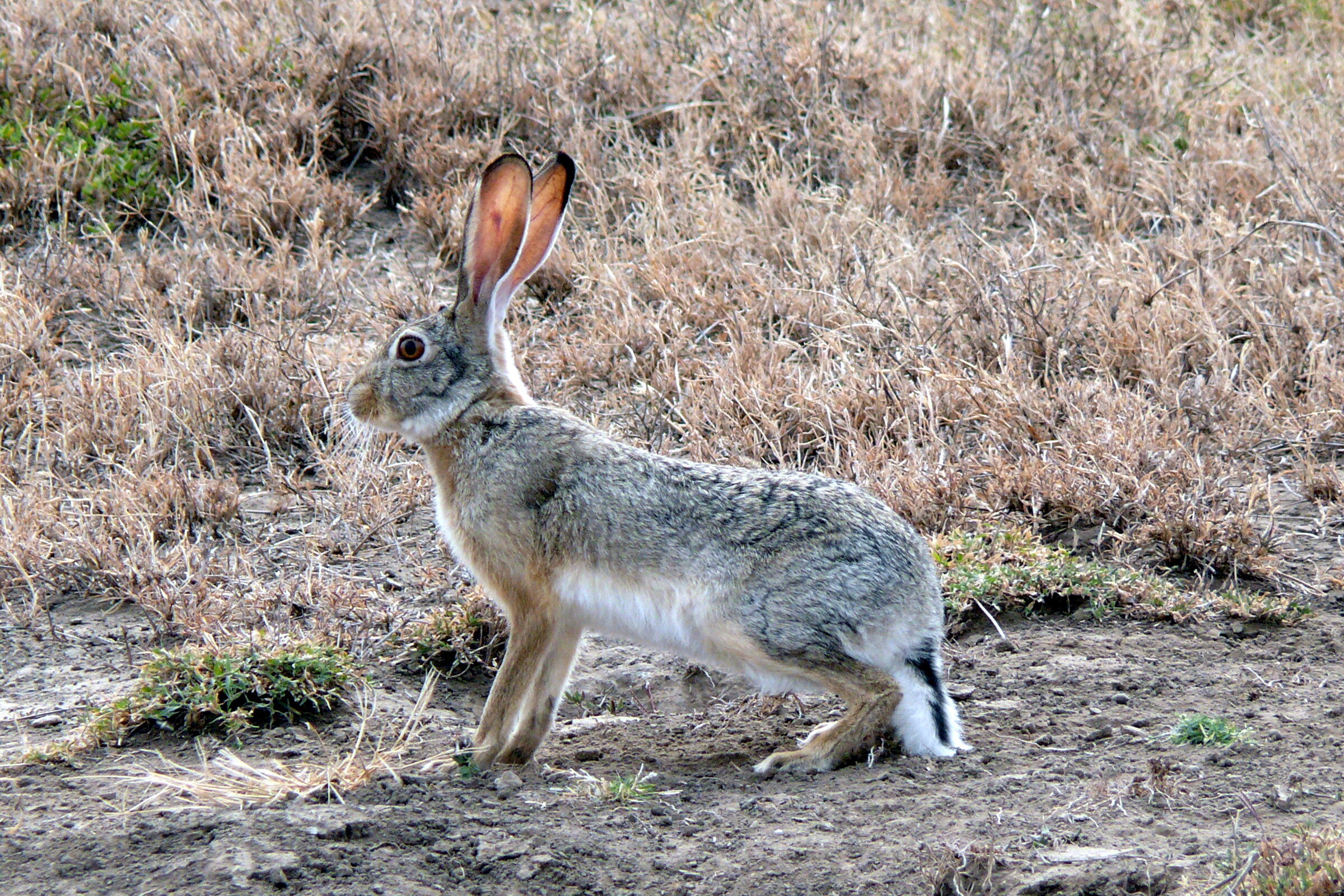
Lièvre du Cap

Le lapin de garenne (Oryctolagus cuniculus) est un mammifère lagomorphe dont les effectifs sauvages sont communs en Algérie mais en déclin.

#### Lièvre du cap
Le lièvre du Cap (Lepus capensis) est un rongeur.

#### Sanglier
Le sanglier (Sus scrofa) colonise quasiment tous les habitats au niveau de cette forêt. Lorsque le sol est humide, cet animal retourne la terre grâce à ces forts butoirs à la recherche d’invertébré et les racines des plantes. Sa longévité varie entre 8 et 10 ans.